# Dagger Island
Dagger Island (von englisch dagger ‚Dolch‘) ist eine Insel vor der Ingrid-Christensen-Küste des ostantarktischen Prinzessin-Elisabeth-Lands. Sie gehört zu den Rauer-Inseln und liegt unmittelbar südlich von Ostrov Strelka.
Australische Wissenschaftler benannten sie deskriptiv nach ihrer Form, die an einen Dolch erinnert.